# 노아 시건
노아 시건(Noah Segan, 1983년 10월 5일 ~ )은 미국의 배우이다.

## 출연 작품

### 영화
- 셀프 메디케이티드 (2005, Self Medicated)
- 브릭 (2005)
- 아담과 스티브 (2005)
- 비지테이션 (2006)
- 도리언 그레이의 초상 (2007)
- What We Do Is Secret (2007)
- 데드걸 (2008)
- 팬보이즈 (2008)
- 블룸 형제 사기단 (2008)
- Someone's Knocking at the Door (2009)
- 헤센 컨스피러시 (2009, The Hessen Affair)
- 캐빈 피버 2 (2009)
- 체인 레터 (2010)
- All About Evil (2010)
- Undocumented (2010)
- The Frozen (2012)
- 루퍼 (2012)
- 오디션 (2014)
- 팔로우 (2015)
- 더 마인즈 아이 (2015)
- 썸 카인드 오브 헤이트 (2015)
- 대전차 특공대: 스페셜 포스 (2015, War Pigs)
- 모호크 (2017, Mohawk)
- 카메라 옵스큐라 (2017)
- 카디널 X (2017, MDMA)
- 겟 더 걸 (2017, Get the Girl)
- 스타워즈: 라스트 제다이 (2017)
- 나이브스 아웃 (2019)

### 텔레비전
- 우리 생애 나날들 (2007)